# 透水性舗装

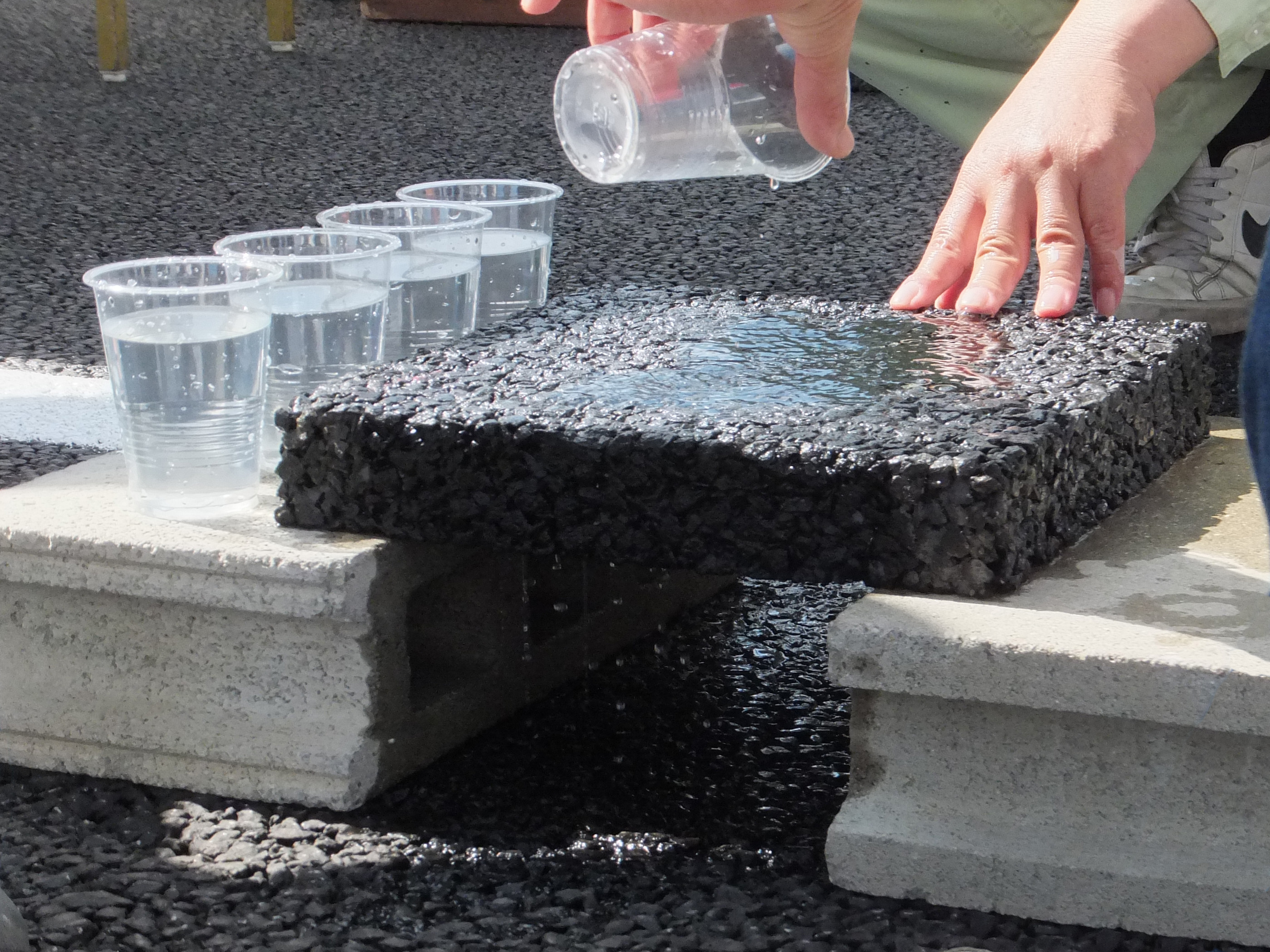
透水性舗装の実証実験の様子。上から掛けた水が、アスファルトの隙間を通って滴り落ちている

透水性舗装（とうすいせいほそう、permeable paving）は、道路路面に降った雨水を舗装内の隙間から地中へ還元する機能を持った舗装構造である。
本項目では、類似する性格を持つ機能性舗装である排水性舗装（はいすいせいほそう）についても記す。

## 概要
通常、舗装材料に用いられるアスファルトやコンクリートはその耐久性の観点から空隙率が小さく密実な材料ほど良質とされていることもあり、基本的にはほとんど水を通さない。しかし、敢えて空隙を与え、水を通しやすい構造とすることで雨水を舗装面にためず、地下に浸透させることで水たまりをなくすことを目的としたものが透水性舗装である。
アスファルト舗装の場合、粗骨材の割合を高めると共に、粒度にギャップを持たせることで空隙率を高くした開粒度アスファルト混合物を使う。これによりアスファルト舗装が粟おこし状の多孔質構造となり、透水性を持たせることができる。この時、通常のアスファルト混合物の様にストレートアスファルトを用いることもあるが、高い空隙率のために低下した耐久性を補うため、粘度の高い改質アスファルトを使用することも多い。アスファルト舗装以外では、インターロッキングブロック舗装も透水性を持つ。
透水性舗装は雨水を地下に浸透させることを目的とするが、この場合は路床や路盤も透水性を持つことが前提となるため、路盤に透水性の高い材料を用い、場合によっては路床と路盤の間に透水性を高めるためのフィルター層（砂など）を挟む必要がある。しかし透水性の高さと支持力が相反することから、一般的には車道には不向きである。このため、車道では透水性舗装を表層のみに使い、基層を通常の透水性のない舗装材料として舗装内で雨水を舗装内に仕込んだ排水溝、または暗渠へ処理する構造としていることが一般的である。これが排水性舗装である。
排水性のアスファルト舗装の場合、空隙率を20%程度とすると共に、アスファルトをポリマー改質アスファルトH型を用いたポーラスアスファルト混合物を通常使う。
舗装表面が多孔質 (porus) であることが前提となるため、排水性舗装と透水性舗装を統合して「ポーラス舗装」（ポーラスアスファルト舗装、ポーラスコンクリート舗装）と表現することもある。
NEXCOでは、高速道路に用いた排水性舗装を高機能舗装I型と称している。

## 利点
- 歩行者への水跳ねを抑制する[1]。
- 路面に雨水が滞留しないため、スリップやハイドロプレーニング現象を防ぐことができる。
- 荒い路面が維持され、すべり抵抗性が高い。
- 雨水による光の乱反射が軽減され、夜間照明や前照灯による車線区分線等の視認性低下が緩和される[1]。
- 地下水として直下の地中に浸透させることで、排水路などの負荷を軽減することができる。
- 空隙が大きく蓄熱性が小さく、夏場は一般のアスファルト舗装よりも表面温度が低くなる特徴から[1]、都心部のヒートアイランド現象の緩和に効果がある。
- 空隙により走行音が分散されるため、騒音の軽減につながる[1]。このため、排水性舗装は低騒音舗装でもある。

## 欠点
- 従来舗装と比較してコストがかかる。舗装面直下も補工事する必要もあるため工期が長くなるのと同時に工費も大幅に高くなる。[2]
- 従来のアスファルト舗装（約20年）と比較して寿命が5年から15年程度と短い。
- 空隙内に砂、泥が詰まることから数年で機能低下が起こる（このような機能低下の対策として、高圧洗浄とバキューム装置を備えた専用車両（高圧洗浄吸引車）が開発されている）。
- 大型車が走行をする道路では空隙がつぶれ、舗装面に凹みが生ずる。そのため高速で走行した際にパンクや荷崩れの原因となる。このような現象は、走行車両の輪荷重が大きく市街地など速度が低いほど生じやすい。
- 車のハンドルを切るような駐車場等や、加減速の生じる交差点付近、急勾配などでは耐用年数が非常に短い。[3]
- 破損部分だけを補修する際、高速道路では安全の為全面的な舗装の打ち換えが必須となるため部分補修よりコストが必要となる。市街地ではパッチングで部分補修する場合もあるが、補修部分は透水性が失われ、乗り心地が低下する。
- 舗装から二年程度すると風雨や紫外線の影響で舗装部分の砂利が剥がれ始める。その飛散した砂利による飛び石が増大する。さらに道路脇のグレーチングに剥がれた砂利が挟まるため排水溝の排水性が低下する。この様な舗装荒れを防ぐため、東京都内では試験的にグレー色の特殊シーラーを塗装面に塗布している。
- また舗装面が荒れ始めると車両の走行時のロードノイズが通常舗装よりかえって増大する。特に、鍛造アルミホイール。
- 寒冷地では隙間に滞留した水分の凍結による膨張で劣化が非常に早い。
- 従来舗装と比較してラインが消えやすいため、ラインの引き直しの頻度が高くなる。カラー舗装が難しくなる。
- 散布した融雪剤も透水してしまい効きにくなるため、より多く散布しなければならない。
- 公園等においては剥がれた砂利により、車椅子やベビーカーが快適かつ安全に通行できない。（具体的には浜松市動物園や新宿御苑等においてコンクリート舗装に順次更新されている。）